# 夫婦山
夫婦山（めおとやま）は、富山県富山市にある山。標高は784m。八尾町小井波の集落から見て左側は男峰、右側は女峰となっている。標高の割には急な登山道で難易度は高い。
富山県登山連盟の富山の百山の一つ。

## 概要
小井波集落から見ると二つの峰が見え、その左側の峰を男峰、右側の峰を女峰としているが、まとめて「夫婦山」と呼ばれる。
登山道は急坂である他、道中に巨石が多く見られる。
近くには祖父山があり、祖父と夫婦で一家をなしているようである。。

## 登山
八尾町小井波（現在は廃村）の盆地に登山道がある。登山口には猿丸大夫塚や養豚場がある。